# جاستون زنانيري
جاستون زنانيري هو شاعر وصحفي ومؤرخ مصري ولد بمدينة الإسكندرية في الأول من يناير عام 1904 لعائلة يهودية من أصول سورية هاجرت إلى مصر منذ قرون، وكانت والدته ماري إينيس باور ابنة يهودية لأب مجري وأم إيطالية ثم اعتنقت المسيحية، وكان والده جورج زنانيري باشا (1863–1956) أمينًا عامًا لمجلس الحجر الصحي والبحري في مصر. تخرج جاستون زنانيري من كلية فيكتوريا بالإسكندرية، ثم عَمِل بوزارة الخارجية المصرية من عام 1940، وحتّى عام 1950، وفي عام 1948 أسس مركز الدراسات السكندري، وارتبط اسمه بالحركات الصهيونية في مصر وفلسطين، ثم هاجر إلى باريس في فرنسا عام 1951، وأصبح كاهنًا دومينيكانيًا، وتوفي في فرنسا عام 1996.

## أعماله ومؤلفاته
كتب جاستون زنانيري مذكراته في عام 1982، وكُتبت معظم مؤلفات جاستون زنانيري باللغة الفرنسية، ومن أشهر مؤلفاته:
- روح البحر الأبيض المتوسط في الشرق الأدنى: صدر عام 1939.
- القاموس العام للفرانكوفونية